# Нерей
Нерей (др.-греч. Νηρεύς) в древнегреческой мифологии — один из наиболее любимых и чтимых богов водяной стихии (моря). Добрый, мудрый, справедливый старец, олицетворение спокойной морской глубины, обещающий морякам счастливое плавание.
Старший сын Понта, или сын Понта и Тефии. Муж Дориды, отец нереид, в том числе Фетиды. Нерей живёт в гроте на дне моря, в обществе 50 (или 100) дочерей, нереид.

Понт же Нерея родил, ненавистника лжи, правдолюбца,

Старшего между детьми. Повсеместно зовётся он старцем,

Ибо душою всегда откровенен, беззлобен, о правде

Не забывает, но сведущ в благих, справедливых советах.
— Гесиод. Теогония (перевод В. В. Вересаева, О. П. Цыбенко)
Однажды Геракл связал его. Жители Гитиона (Лаконика) называют его Старцем. Ему посвящён XXIII орфический гимн.
Изображали Нерея в виде старца с волосами, бородой и ресницами из водорослей.